# JS-7
JS-7 je sovjetski teški tenk. Tenk je ostao samo na prototipu i nikada nije ušao u serijsku proizvodnju. Ime je dobio po sovjetskom vođi Josifu Visarionoviču Džugašviliu Staljinu.

## Razvoj
Potkraj 1944. unutar Tvornice broj 100 počeo je razvoj novog sovjetskog teškog tenka s dvostrukim ciljem. Prvi je bio da se na temelju dotadašnjih iskustava s razvojem i uporabom teških tenkova konačno stvori tenk koji više neće imati problema s pokretljivošću i pouzdanošću. Drugi cilj je bio napraviti tako napredan tenk koji će na bojištu moću svladati ne samo njemački Tiger II već i znatno naprednije tenkove. Zahvaljujući potpori šefa tadašnje sovjetske tajne policije (NKVD) Z. P. Berije posao je dodijeljen J. Kotinu. Ozbiljan rad na novom projektu počeo je tek početkom 1945. Kako bi razradili što više naprednih rješenja pokrenuti su razvoji Objekata 257, 258 i 259. Razlike su se uglavnom odnosile na uporabu različitih pogonskih sustava i transmisija (mehaničke i električne). Na ljeto 1945. ovi su projekti objedinjeni unutar jedinstvenog Objekta 260. Kompletna tehnička dokumentacija za novi tenk dovršena je već 9. rujna iste godine, a zahvaljujući Berijevom pritisku vrh Crvene armije je uskoro odobrio i službenu oznaku JS-7. Novi je tenk po svemu bio drukčiji od dotadašnjih sovjetskih teških tenkova. Imao je visoku kupolu napravljenu od varenih čeličnih ploča. Kako bi se povećala zaštita ploče su zakošene. Druga razlika je bila u stražnjem dijelu kupole koja je izdužena kako bi se dobio dodatni prostor za smještaj streljiva. Za pogon je odabran dizelski motor V-16 snage čak 1200 KS. Razmatrala se i mogućnost ugradnje električne transmisije kao na JS-6. Kako je JS-7 po svemu trebao biti ispred svih tadašnjih tenkova tako je i za glavno naoružanje odabran top X-26 kalibra 130 mm. Sveukupno Objekt 260 bi imao borbenu masu od 68 tona. Zbog toga ne čudi da je napravljen samo jedan drveni model prije nego što je projekt zaustavljen.
U drugoj polovici 1946. službeno je pokrenut razvoj novog teškog tenka, koji je opet dobio oznaku Objekt 260. Kako je prvi prototip dovršen 8. rujna 1946. očigledno je da je cijeli projekt pokrenut puno prije, ali bez službene potpore. Nakon neuspjeha prvog Objekta 260 tim pod vodstvom Nikolaja Šašumira dobio je priliku da u kratkom vremenu realizira svoj projekt. Nakon što je prvi prototip uspješno obavio testiranja (do kraja 1946. uspio je prijeći 1000 km) 25. prosinca 1946. dovršen je i drugi. Tijekom testiranja ostvarena je maksimalna brzina od čak 60 km/h, što je bilo odlično postignuće i za puno lakše tenkove tog vremena. Prosječna putna brzina na dobrom putu bila je 32 km/h. Ove su brzine ostvarene zahvaljujući uporabi prerađenog dizelskog brodskog motora snage 1050 KS. Jedna od odlika novog tenka bila je uporaba gusjenica s kombinacijom gumenih i čeličnih članaka, slične onima koje su američki tenkovi rabili tijekom II. svjetskog rata. Novi Objekt 260 dobio je top S-26 kalibra 130 mm s plinskom kočnicom na ustima cijevi. Testiranja su pokazala da se prosječna brzina paljbe kretala od šest do osam granata u minuti, što je bilo jako dobro s obzirom na kalibar i težinu granate. Tajna je bila u uporabi novog poluautomatskog punjača. Zbog potreba testiranja napravljena su dva tijela i dvije kupole. Na testnom poligonu Kubinka testirana im je otpornost na paljbu topova kalibra 88, 122 i 128 mm. Rezultati su uporabljeni za projektiranje finalne inačice tijela i kupole.
Međutim, kako je II. svjetski rat završio, a u serijskoj su se proizvodnji nalazila čak tri modela teških tenkova, tako je i Crvena armija odgađala odluku o usvajanju novog teškog tenka. Umjesto toga tijekom 1947. zatraženo je da se Objekt 260 poboljša. Ponovno su redizajnirani tijelo i kupola kako bi se poboljšala razina oklopne zaštite. Tenk je dobio i novo glavno naoružanje, novi top S-70 (L/54) kalibra 130 mm. Taj prerađeni brodski top ispaljivao je granatu mase 33,4 kg brzinom od 900 m/s (neki izvori navode podatak od čak 945 m/s) na ustima cijevi. Borbeni komplet je imao 30 granata. Uz njega je išao i novi sustav za kontrolu paljbe koji je znatno pojednostavio ciljanje. U ljeto 1948. tvornica Kirovskij je proizvela četiri predserijska JS-7. Prošavši tvornička testiranja predani su državnoj komisiji. Nakon testiranja komisija je zaključila da je JS-7 najbolji sovjetski tenk uopće. Posebno je dojmljiva bila razina oklopne zaštite koja je bez problema mogla izdržati paljbu njemačkog tenkovskog topa kalibra 128 mm i sovjetskog kalibra 130 mm. Jedina mu je mana bila masa od čak 68 tona. Iako je Crvena armija naručila prvu seriju od 50 JS-7 naknadno je odlučeno da je tenk pretežak za uporabu te je serijska proizvodnja otkazana.